# Hemlock (jezioro)
Jezioro Hemlock – jezioro w Stanach Zjednoczonych, w stanie Nowy Jork, w hrabstwach Livingston oraz Onondaga, w regionie Finger Lakes. Nazwa Hemlock jest tłumaczeniem senekaskiej nazwy jeziora,  O-neh-da Te-car-ne-o-di. 

## Opis jeziora
Jezioro ma 11 km długości oraz w maks. punkcie 0,8 km szerokości. Powierzchnia jeziora wynosi 7,3 km (730 ha), a wysokość lustra wody to 276 m n.p.m. Średnia głębokość to 14 m, a maksymalna – 28 m.
Ze względu na to, że jezioro jest jednym ze źródeł wody dla miasta Rochester, lokalne władze wprowadziły ograniczenia, przez co łodzie, które pływają na jeziorze, nie mogą być większe niż 5 m, a ich moc nie może być większa aniżeli 10 kM. Również pływanie w jeziorze nie jest dozwolone.

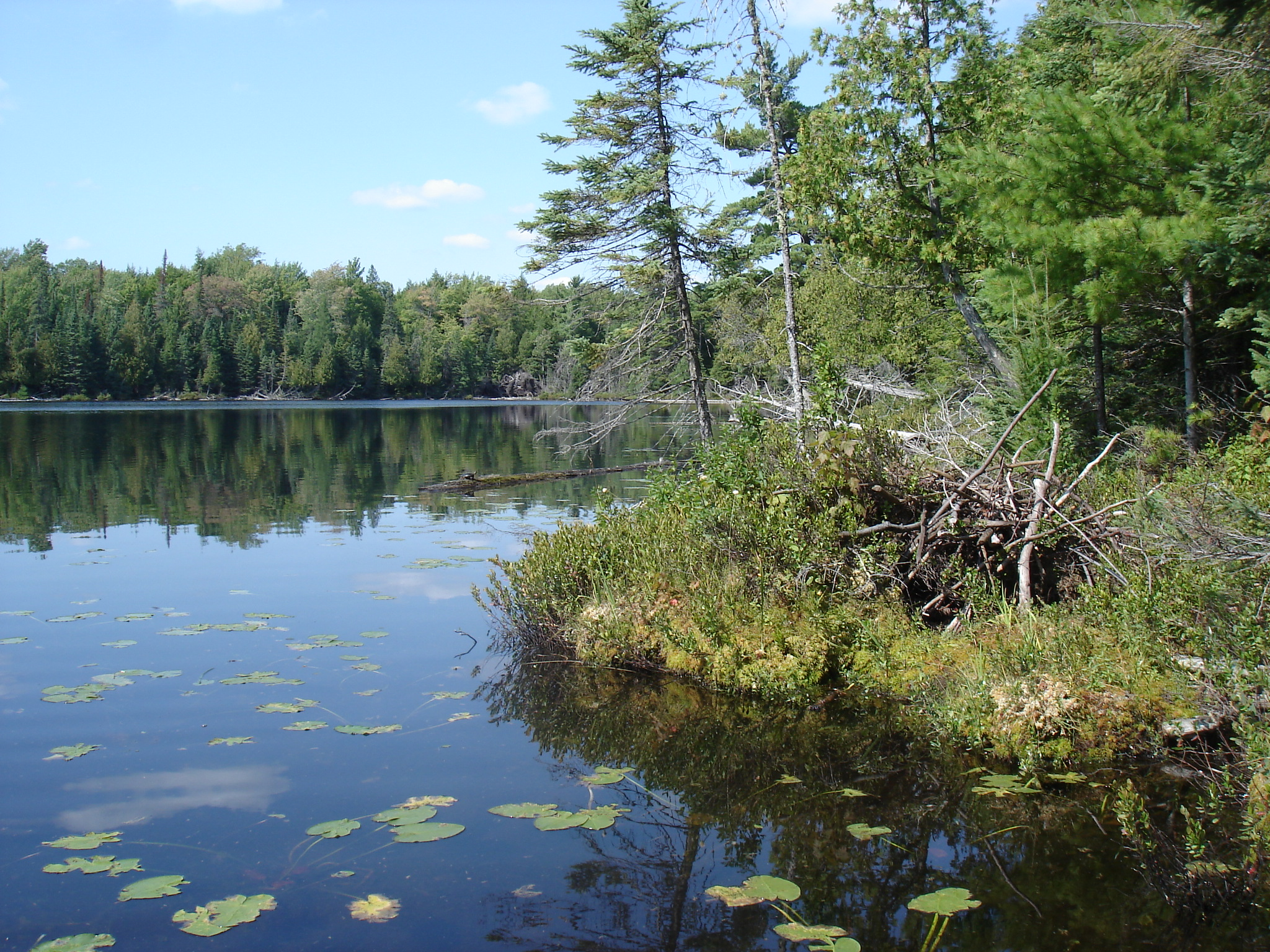
Jezioro Hemlock

### Fauna
Charakterystyczną rybą, która zamieszkuje wody jeziora jest śródlądowy łosoś. Ponadto, w jeziorze możemy spotkać pstrągi tęczowe, salmo trutty, palie jeziorowe, bassy małogębowe, bassy wielkogębowe, bassy czerwonookie, szczupaki czarne, sumiki karłowate, okonie żółte, sandacze amerykańskie oraz Pomoxis nigromaculatus. 

## Historia
Senekowie używali jeziora jako źródło pokarmu aż do końca lat 70. XVIII w. We wrześniu 1779 roku John Sullivan wraz z armią wyparł tubylców z okolicznych ziem w ramach Ekspedycji Sullivana.
W 1790 roku nad jeziorem zaczęli się osiedlać pierwsi osadnicy. W tym roku wykonano również pierwszą mapę jeziora. Większość osadników zaangażowana była w przemysł drzewny. Pierwsze domy, powstałe z drewnianych płyt powstały na północnym krańcu jeziora. Przez jakiś czas nowo powstała osada nazywana była Slab City (ang. Miasto płyt). Przez jezioro osadnicy przewozili surowce do osady. 
Przez lata tereny wokół jeziora były coraz bardziej zaludniane, aż na początku XIX wieku nad jeziorem znajdowało się 100 domków oraz 5 hoteli. W 1800 r. na jeziorze pływało już 5 dużych łodzi, w tym pierwsza, która została zwodowana w wodach jeziora – The Seth Green. Jezioro było popularnym miejscem wypoczynku, szczególnie dla osób z Rochester.
W 1852 r. władze Rochester zatwierdziły budowę 26-kilometrowego rurociągu łączącego jezioro z miastem. Decyzja ta spowodowana była wybuchem choroby po zatruciu się wodą z jeziora części mieszkańców. Rurociąg otwarto w 1876 r. Aby poprawić jakość wody miasto wykupiło ziemie wokół jeziora i zlikwidowało wszelkie gospodarstwa rolne, domy i hotele do 1895 r.
W 2010 r. Departament Ochrony Środowiska stanu Nowy Jork nabył ziemie zakupione przez miasto Rochester wokół jeziora Hemlock i jeziora Canadice za 13,7 mln USD. 